# 發話方
發話方是打電話出去的一方，作法多半是利用撥電話號碼，接電話的一方稱為受話方。發話方也可以指啟動兩台業餘無線電資訊交換的人。
若不是免費電話，發話方一般需要付電話費，不過若是受話方付費電話則會由受話方付費。
若發話方是用移動電話在國際漫遊中發話，可以需要支付國際線路的額外費用。

## 人員的發話方
在一般國家，比較禮貌的作法是發話方在開始說話時先告知身份，而不是先確認受話方的身份。

## 機器發話方
數據機及傳真機在開始通話時或開始接電話時都會有不同的聲音，對用戶而言可能會是一個困擾。

## 外部連結
- Calling Party Web Identifier Interface. （页面存档备份，存于）